# Leif Printzlau
Leif "Prinsen" Printzlau (født 16. december 1948 i Nyborg) er en tidligere dansk fodboldspiller. 
Printzlau nåede i perioden 1968-1972 at spille syv A-landskampe og fik scoret en enkelt gang samt otte U-landskampe (1967-1973). 1972 var han med til OL i München hvor det blev til indhop mod Marokko (et mål) og Sovjetunionen.
På klubplan spillede han det meste af sin aktive karriere venstre wing i Frem. Han begyndte i klubben som 10-årig. I perioden 1967-1977 spillede han 255 kampe og scorede 33 mål på 1. holdet. Han vandt DM-sølv med Frem i 1967 og 1976 samt bronze 1968 og 1971. Han var med i Frems to nederlag i Landspokalfinalerne 1968 mod KB (0-3) 1971 mod B.1909 (0-1). Han sluttede i Frem som 29 årig, da han ikke ønskede at fortsætte karrieren, da pengefodbolden blev indført i og blev derefter spillende træner i AIK Frederiksholm 1978.
Leif Printzlaus søn Jonathan Printzlau har vundet DM i tennis syv gange.
Printzlau er uddannet speditør i DFDS, hvor han har arbejdet siden. Han boede i mange år i Ølstykke, men flyttede i en årrække til Malmø, Sverige. Bor nu i Farum